# جهنم تلخ و شیرین
جهنم تلخ و شیرین (انگلیسی: Bitter Sweet Hell; کره‌ای: 우리집) یک مجموعه تلویزیونی محصول کره جنوبی با بازی کیم هی سون، لی هه یونگ، کیم نام هی و یون‌وو است. این مجموعه از ۲۴ مه تا ۲۹ ژوئن ۲۰۲۴، روزهای جمعه و شنبه ساعت ۲۱:۵۰ (کی‌اس‌تی) از ام‌بی‌سی برای ۱۲ قسمت پخش شد. این مجموعه همچنین برای استریم در ویو در مناطق منتخب قابل دسترسی است.

## بازیگران

### اصلی
- کیم هی سون در نقش نو یونگ وون[۲]
- لی هه یونگ در نقش هونگ سا گانگ[۴]
- کیم نام هی در نقش چوی جه جین[۶][۷]
- یون‌وو در نقش لی سه نا[۸]